# 로저 베이컨
로저 베이컨(영어: Roger Bacon, 문화어: 로자 베이콘, 1219년/1220년~1292년)은 영국의 철학자·자연과학자이다. 경이적 박사(驚異的博士 Doctor Mirabilis)라고 불렸다. 서머싯의 일체스터에서 탄생, 옥스퍼드 대학에서 로버트 그로스테스트로부터 수학의 중요성을 배우고, 파리 대학에서 '실험의 스승' 페트루스 페레그리누스로부터 경험의 중요성을 배웠다. 귀국 후 프란체스코회 수도사가 되어 옥스퍼드에서 가르쳤으나 의혹과 박해, 이단선고와 투옥 등 곤경을 겪었다. 실험과학을 중시하고 원전 연구를 위한 여러 언어의 습득을 역설했으나 최고의 학문은 역시 신학이었다. 여러 학문은 성서에 포함된 유일하고 완벽한 예지를 발견하기 위해 필요한 것이다. 그의 신학적 입장은 아우구스티누스 이래의 전통에 따른다. 지식의 원천으로서 추리(推理)·논증보다 관찰과 실험을 중요시한 점은 높이 평가된다. 백과전서적인 경향을 가졌으나, 아라비아 광학의 영향을 받아서 아리스토텔레스의 권외(圈外)에 선 독특한 스콜라학을 세웠다. 수학적 자연관과, '실험과학'(그가 처음으로 이 말을 사용하였다)의 방법에 의한 자연과학의 근대화를 이룬 공은 매우 크다. 권위에 대해 자유를 요구하는 예리하고 격렬한 공격 때문에 생전에는 인정을 받지 못했으며, 오직 교황 클레멘스 4세의 보호를 받아 평온한 저술활동을 할 수 있었고 《대저작》(大著作, Opus Majus)(1233), 《소저작》(小著作, Opus Minor), 《제3저작》(Opus, Tertium)의 완성을 볼 수 있었다. 문법·논리·수학·물리·언어 관계의 논문이 수록되었으며, 그의 지리학은 이탈리아의 항해가 콜럼버스도 읽었다.

## 생애
베이컨은 1219년(1220년) 영국 일체스터에서 둘째 아들로 태어났다. 그의 집안은 상당히 부유하여 두 아들들의 교육을 지원하기에는 충분했기 때문에 그는 꽤 높은 수준의 교육을 받았다, 하지만 장남이 아니었기 때문에 후에 유산을 상속받지는 못하였다. 그의 부모님은 그 당시 일반적인 관습에 따라 베이컨이 성직자가 되기를 원했고 그 때문에 그는 13살에 신학을 공부하기 위해 옥스퍼드 대학에 들어간다. 하지만 그가 대학에 들어가기 전에 무슨 공부를 했는지에 관한 정확한 자료가 없는데 아마 대학과정을 위한 라틴어와 산학을 배웠던 것으로 추측된다. 이때의 대학은 지금과 달리 3-4년에 끝나는 게 아니라 지금의 중학교 이상의 내용을 공부하는 곳이었기 때문에 베이컨은 꽤 여러 해를 옥스퍼드에서 보냈다.
 옥스포드에 들어가서 베이컨은 삼학과-중세의 7가지 교양 과목 중 3개인 문법, 논리학, 수사학-을 배웠고 그 후에는 사학과-중세의 7가지 교양 과목 중 산술, 음악, 기하학, 천문학-을 배웠다. 옥스퍼드에서 교육 과정을 마친 뒤 1241년까지 옥스퍼드 대학에서 가르치기도 하였다. 그 후 파리 대학에서 신학 박사 학위를 받고 파리에서 강의도 하였다. 1240년대 전의 파리에서는 아리스토텔레스가 기독교인이 아니라는 이유로 아리스토텔레스와 그에 대한 내용을 가르치는 것을 금지하였는데 베이컨이 강의를 시작한 후로는 그의 강의의 주요 내용이 아리스토텔레스였기 때문에 아리스토텔레스를 가르치는 것이 허용되었다. 파리에서 베이컨은 과학자 페트루스 페레그리누스(Petrus Peregrinus 혹은 Peter Peregrinus)라는 사람을 만나는데 베이컨은 이 사람으로부터 많은 영향을 받았으며 이 때부터 과학에 대한 관심이 생기기 시작하였다고 한다. 1247년 옥스퍼드로 돌아온 베이컨은 그의 재산을 수학, 자연 철학 등에 대한 책, 도구 등을 만들고 사는데 사용하였다. 그 과정동안 그로스테스트의 저서에 영향을 받아 그는 언어, 수학, 과학, 그리고 광학에 대한 더 깊은 연구를 시작한다. 베이컨은 알하젠의 <광학(Optics)>를 읽으며 수학이 실생활에서 혹은 실제 세계에서 어떻게 적용될 수 있는가에 대해 알게 되었다고 한다. 그는 여러 가지 렌즈와 거울이 대상을 확대 혹은 축소하는 것을 연구하였다.

1250년에 쓴 편지인 〈De mirabile potestate artis et naturae〉에는 그의 과학적인 생각들이 나타나는데 기계장치, 광학에서의 성취에 대한 내용이 있다. 1251년에 잠시 파리에 들렸지만 다시 옥스퍼드로 돌아가 옥스퍼드의 프란체스코 교단에 들어간다. 옥스퍼드의 수도원에서 베이컨은 과학에 대한 공부를 계속 했고 공부는 베이컨의 대부분의 시간을 보내는 방법이었다. 1256년 콘웰의 리차드가 영국 프란체스코 교단의 장이 되자, 베이컨은 문제가 생겼다. 이전에 베이컨이 리차드의 생각에 비판적이기 때문이다. 얼마 후 베이컨은 강제로 옥스퍼드의 수도원에서 파리의 수도원으로 옮길 수 밖에 없었다. 그 후 10년간 베이컨은 개인적인 외부 활동 없이 편지만 주고 받았다. 이 기간 동안 그가 했던 학문적 업적 중에는 달력을 개량하는 일이 있었는데 베이컨은 이 달력 개량에 대한 편지를 교황 클레멘스4세에게 보냈으나 이 제안은 300년 후에야 받아 들여진다. 1267년 베이컨은 1266년에 클레멘스4세에게 편지를 보내어 과학 교육과정의 개선과 교육기관에 실험실 증설에 대한 편지를 보냈다, 더 나아가 그는 교육과정의 전체적인 개편을 요구했다. 그리고 모든 지식을 포함한 백과사전을 만들것을 제안했다. 교황은 베이컨에게 그는 이미 이에 관한 것이 있다고 생각하여 그것을 보내라고 하자, 베이컨은 《대저작》, 《소저작》, 《제3저작》을 만들어 교황에게 보낸다. 하지만 교황은 이것을 받기 전인 1268년에 죽는다. 여기에 포함된 내용 중에는 무지개의 최고 고도가 42도 등의 내용과 〈A De Libera〉의 실험을 더 정밀하게 한 내용 등이 었다. 이 이후 베이컨은 《Communia naturalium》 (자연 철학의 일반 원리) , 《Communia mathematica》(수학의 일반 원리) 등의 책을 준비하였으나 이 책들은 완성되지 못한 채 일부만 출판되었다. 1278년 베이컨은 이탈리아의 안코나에 있는 감옥에 프란체스코 교단에 의해 수감된다. 그리고 베이컨은 1292년 옥스퍼드에서 사망한다.

## 과학적 업적

### 광학

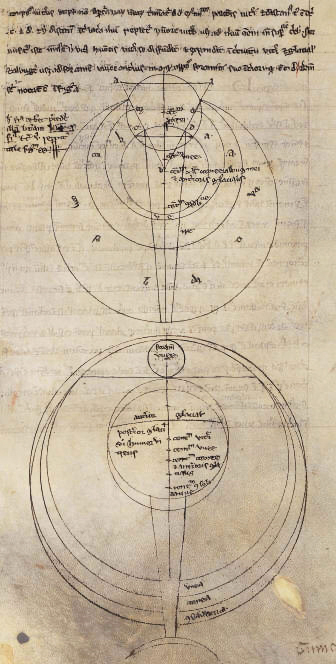
로저 베이컨이 연구한 광학1(대저작, Opus Majus)

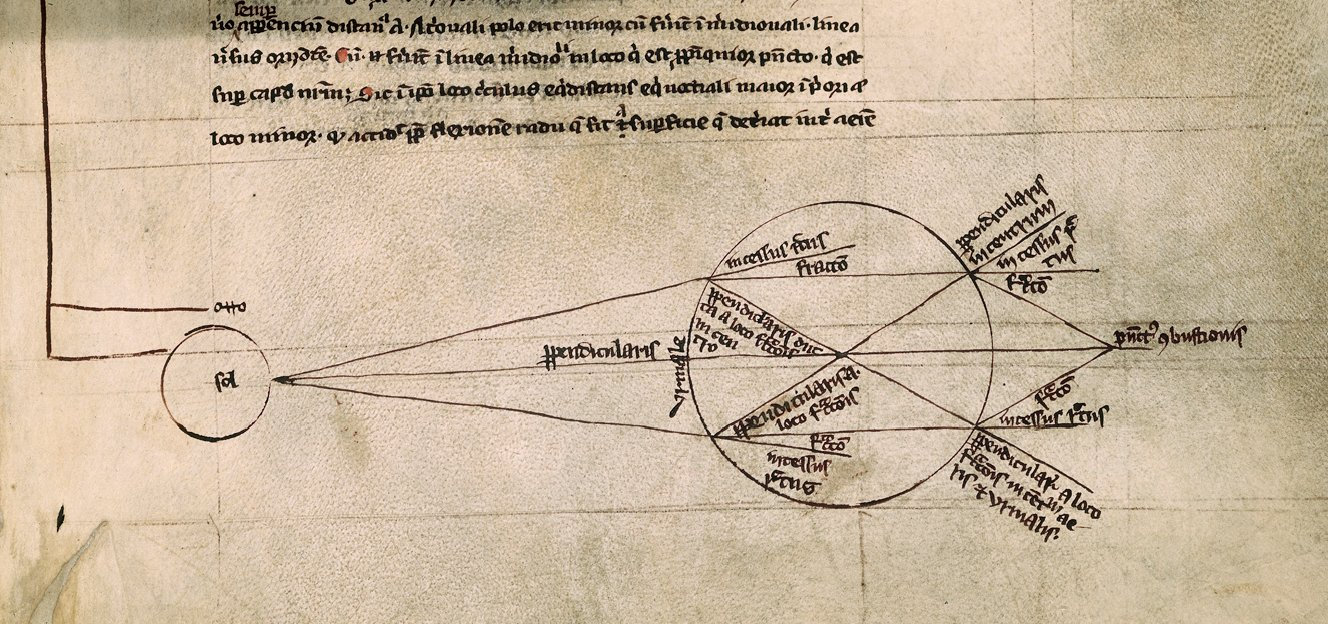
로저 베이컨이 연구한 광학2(실험과학의 본질, On the nature of Experimental Science)

#### 베이컨 이전의 시각
베이컨이 받은 교육에서 그는 그 과정이 결점이 있다고 생각했다. 아리스토텔레스는 번역이 되어있을뿐 그 누구도 그리스어를 공부하여 원문을 읽으려고 하지 않았다. 그건 교육을 하는 매개체인 성서나 작가들도 마찬가지였다. 아리스토텔레스의 과학적 사실은 연역 되기전에 모아져야한다는 원칙과는 달리 물리학에서는 자연에서의 관찰이 아니라 그저 단독의 주장으로 나오는 것이 전통이었다.

베이컨은 이전의 스콜라 주의의 교육이 아닌 스스로 언어학과 실험을 공부했다. 수학자중 그가 위대하다고 생각하던 사람에는 페트루스 페레그리누스(Petrus Peregrinus)와 요하네스 캠퍼누스(Johannes Campanus)가 있었다. 페레그리누스는 유럽에서 가장처음으로 자석을 이용하여 실험을 한 사람이고 캠퍼누스는 천문, 점성술, 달력 등에 대해서 중요한 일을 했던 사람이다. 베이컨은 가끔 로버트 그로스테스트와 아담 마쉬에게 학문적인 빚이 있다고 종종 말했다. 그는 13세기에서 단독으로 연구하던 학자가 아니었다.

#### 새로운 접근
그의 저작들에서 베이컨은 그것을 신학의 재구성이라고 불렀다. 그는 성경 같은 것은 신학에서 번역본이 아니라 원본 자체를 공부해야 한다고 주장했다. 그는 성경을 포함한 그리스의 많은 철학자들의 업적들이 많은 오역을 통해 전달되기 때문에 원문을 보는 것이 옳다고 생각하여 여러 가지 외국어에 능통하였다. 그리고 그는 신학에서 과학을 공부해야 한다고 주장했으며 과학을 대학의 정규 교육 과정에 넣어야 한다고 생각했다. 그는 실험을 하면서 종교에 반대되는 것도 믿었다. 그는 이전의 것을 그대로 따르는 것을 싫어했고 그건 신학과 과학에서도 마찬가지였다.
소저작에서 그는 당대의 사람이었던 헤일스의 알렉산더와 알버트 마그누스를 비판했는데 그들은 아리스토텔레스를 공부하지 않고 그저 설교자들이 하는 말을 그대로 받아들였기 때문이라고 한다.

#### 광학에서의 업적
그는 《대저작》에서 광학에 대한 업적은 프톨레마이오스(Claudius Ptolemy), 킨디(Alkindus), 알하젠(Alhazen) 등의 업적 만큼 중요하다.베이컨은 눈과 뇌의 해부학, 빛의 방향, 위치,크기 그리고 반사와 굴절 등에 대해서 썼다. 그의 광학에 대한 연구는 알하젠의 라틴어 번역판을 기초로 하여 이루어졌다. 그는 그로스테스트의 빛의 중요성에 대한 글에서 강한 감명을 받았다. 그의 저서에서 그는 알하젠, 킨디, 프톨레마이오스, 아리스토텔레스 등 많은 내용의 광학과 철학을 해석해 놓았다. 그는 단순한 모방뿐 아니라 알하젠의 시야에 관한 것을 수학적으로 해석하기도 하였다.

### 과학 철학[12]

#### 로저 베이컨에 있어서 실험 과학의 ‘제 1의 특권’
그로스테스트와 베이컨은 두 사람 모두 아리스토텔레스의 귀납-연역적 절차에 제3의 탐구 단계를 덧붙여야 한다고 제안하였다. 제3의 탐구 단계에 있어서 ‘분석’에 의해 귀납된 원리들을 새로운 경험의 테스트에 붙인다. 베이컨은 이러한 테스트 절차를 실험 과학의 ‘제1의 특권’이라고 불렀다. 이것은 가치 있는 방법론적 통찰로서 절차에 관한 아리스토텔레스 이론으로부터 더 나아간 중요한 진보이다. 아리스토텔레스는 연구의 출발점이 되는 바로 그 현상에 관한 명제의 영역에 만족하였다. 그로스테스트와 베이컨은 귀납에 의해 성취된 원리들에 대한 실험적 테스트를 요구하였다.
 14세기 초, 테오도릭(Theodoric of Freiberg)은 베이컨의 제1의 특권에 대한 놀랄 만한 응용을 시도했다. 테오도릭은 무지개가 하나 하나의 빗방울에 의한 태양 광선의 굴절과 반사의 조합에 의해서 생긴다고 믿었다. 그는 이 가설을 테스트하기 위해서 속이 빈 유리공을 물로 가득 채워 태양 광선이 비치는 곳에 두었다. 그는 이 물방울 모델에서 제1의 무지개와 제2의 무지개 모두를 재현하였다. 테오도릭은 재현된 제2의 무지개가 색의 순서가 반대로 되어 있고, 제2의 무지개의 입사광과 굴절광의 각도가 제1의 무지개에 비해 11º 큰 것을 증명하였다. 이것은 자연적으로 발생하는 무지개에 대해서 관찰된 것과 잘 일치한다.불행하게도 그로스테스트와 베이컨 자신은 자신들의 충고를 스스로 자주 무시하였다. 특히 베이컨은 추가적인 실험적 테스트보다는 오히려 이전의 저술가의 선험적인 고찰과 권위에 자주 호소하였다. 예를 들어 베이컨은 실험 과학이 무지개의 본성에 관한 결론을 확립하는 데 감탄할 만큼 적합하다고 하였다. 그는 5라는 수가 성질(quality)의 변화를 설명하기에 이상적인 숫자이기 때문에 무지개에는 오직 다섯 개의 빛깔만 있는 것이 틀림없다고 주장하였다.

#### 로저 베이컨에 의한 실험 과학의 ‘제2의 특권’
그로스테스트의 ‘분석의 방법’은 현상에 대한 명제로부터 현상을 재구성할 수 있는 귀납적 상향 단계를 자세히 서술한다. 그로스테스트의 제자인 로저 베이컨은 이 귀납 절차의 성공적인 적용은 정확하고 광범위한 사실적 지식에 달려 있다고 강조하였다. 베이컨은 과학의 사실적 기반이 때때로 적극적인 실험에 의해 증대될 수 있다고 시사하였다. 현상에 대한 지식을 증대시키는 데 기여하는 실험 방법은 베이컨의 ‘ 실험 과학의 3대 특권’ 가운데 두 번째 것이다. 베이컨은 어떤 한 ‘숙력된 실험가’를 찬양하였는데, 그는 두 번째의 특권을 구현하였다. 그 인물은 아마도 마리코트의 페트루즈(Petruz of Maricourt)였을 것이다. 페트루즈는 자석을 가로로 두 조각으로 자르면 두개의 새로운 자석이 되고, 그것들은 각각 N극과 S극을 갖는다는 사실을 증명하였다. 베이컨은 이러한 발견이 자력의 원소(element)를 귀납할 수 있기 위한 관찰적 기반을 증대시킨다고 주장하였다. 만일 베이컨이 실험에 대한 찬양을 이런 종류의 연구에 한정했다면 그는 실험적 연구의 승리자로 평가되었을 것이다. 그러나 베이컨은 때때로 연금술을 위한 실험을 행하고, 연금술적 실험의 결과들에 대한 엉뚱하고도 증거 없는 주장을 늘어 놓았다. 예를 들어, 그는 ‘실험 과학’의 한 가지 승리는, 순금이 아직 남아 있는 비(卑)금속으로부터 불순물을 제거하는 실체의 발견이라고 주장하였다.

#### 귀납적 일치법과 차이법
아리스토텔레스는 설명 원리가 관찰로부터 귀납되어야만 한다고 주장하였다. 중세 학자의 중대한 공헌의 하나는 설명 원리의 발견을 위한 부가적인 귀납적 기술의 윤곽을 보여 준 점이다. 예를 들면, 그로스테스트는 어떤 특정 목초가 변통작용(便通作用)을 갖는지 여부를 결정하는 좋은 방법의 하나는, 따로 아무런 변통작용을 위한 조치가 주어지지 않은 조건하에서 그 목초만을 투여한 수많은 사례들을 검사해 보는 것이라고 주장하였다. 이 검사를 완벽하게 시행하기도 어려웠을 것이고, 그로스테스트가 시도했다는 증거도 없다. 그러나 몇 세기 후 ‘밀의 일치와 차이의 병용법’(Mill’s Method of Agreement and Difference)이라고 알려지게 되었던 귀납적 절차의 윤곽을 보여 준 것은 그의 공적으로 인정되어야 한다. 14세기에 던스 스코터스가 귀납적 방법에서의 ‘일치법’(Method of Agreement)의 윤곽을 보여 주었고, 오컴이 귀납적 방법에서의 ‘차이법(Method of Difference)의 윤곽을 보여주었다. 그들은 이러한 방법들이 현상의 ‘분석’에 도움이 된다고 생각하였다. 따라서 그것들은 아리스토텔레스가 논의하였던 귀납적 절차를 보충하기 위해 제시된 것이라고 할 수 있다.

#### 경쟁하는 설명들에 대한 평가
그로스테스트와 베이컨은 과학적 탐구에 대한 아리스토텔레스의 귀납-연역적 패턴을 재현한 것 말고도, 경쟁하는 설명들을 평가하는 문제에 독창적인 기여를 하였다. 그들은 어떤 결과에 대한 명제는 한 쌍 이상의 전제들로부터 연역될 수 있음을 인식하였다. 아리스토텔레스도 역시 이러한 사실을 깨달았고, 진정한 과학적 설명은 인과적 관계를 설명하는 것이라고 주장하였다.

### 달력
율리우스력에서는 1년의 길이가 365.25일이므로, 1년의 길이가 0.0078일, 즉 11분 14초 정도 더 길다. 이 값은 매우 작아 무시 할 수 있을것 같지만, 128년이 지나면 완전히 하루가 빠르게 된다. 즉, A.D.325년의 니케아 종교 화의 시절에는 춘분이 3월 21일이었는데 A.D.1263년경에는 3월 13일이 되었다. 이 해에 영국의 로저 베이컨은 사태가 심각함을 깨닫고 교황에게 어떤 조치를 내려 주도록 청원하였다. 가톨릭 교회에서는 300년간 이 문제를 검토한 끝에 교황 그레고리오 13세가 단안을 내렸다. 즉, 1582년 10월 5일을 10월 15일로 바꾸어 10일을 건너 뛰었다. 이렇게 하면 춘분이 니케아 종교 화의 시절처럼 3월 21일에 오게 된다. 또, 400년에 한 번씩은 윤년을 없애기로 하였다. 이것이 우리가 현재 사용하고 있는 그레고리력이다, 400년 동안에 0.12일이 실제의 계절보다 빨라진다. 즉, 3400년에 하루가 빠르다. 가톨릭 국가에서는 그레고리력이 쉽게 채택되었으나 신교 국가들은 예전부터 써오던 율리우스력을 고집하였다. 우선 개력 이후 첫 번째인 서기 1600년은 두 역법에서 모두 평년이므로 별탈이 없었으나 서기 년이 되자, 1일의 차이가 나게 되었고 덴마크, 네덜란드, 독일이 굴복하여 그레고리력으로 바꾸었다.

### 화약
흑색화약의 고대 중국의 연단술에서 비롯됐다는 점은 이제 사실로 입증되고 있다. 그러나 아직도 유럽 일부에서는 르네상스 초기에 영국의 로저 베이컨이 최초로 흑색화약을 발명했다고 주장하고 있다. 그는 전설로만 전해오던 고대 '희랍의 불'을 과학적으로 재현했다고 알려졌다. 바로 이 연구과정에서 목탄과 황의 혼합물에 초석을 배합하면 폭발적으로 연소한다는 사실을 발견했다. 그가 만들었다는 화약에 흑색 화약이라는 이름이 붙게 된 것은 숯 가루가 배합돼 있어서 혼합물의 색이 검었기 때문이다. 그러나 베이컨의 흑색화약 발명과 관련된 초기의 자료에는 전설적인 성격이 너무 강하기 때문에 진위를 확인하기가 어렵다.

### 기타
로저 베이컨은 〈예술과 자연의 비밀스러운 일과 마술의 자만에 관한 편지〉(Letter on the Secret Workings of Art and Nature, and on the Vanity of Magic: Epistola de Secretis Operibus Artis et Naturae, et de Nullitate Magiae)에서 주술과 같은 마술에 반대하였고 연금술에 관련된 일과 주로 마법사의 돌(흑색화약)의 식에 관하여 설명하였다. 또한 그 편지는 현재 설명하는 날아다니는 기계와 잠수함을 만들 가설을 포함하고 있다.

로저 베이컨은 또한 연금술 설명서 〈연금술의 거울〉(The Mirror of Alchemy:Speculum Alchemiae)의 저자이다. 그는 〈연금술의 거울〉에서 수은과 황을 금속의 원소로 생각하는 아라비아의 전통적인 원자설을 지지했으며 원소 간의 변화에 대한 어림풋한 암시를 하였다.

## 저작
- 연금술의 거울(The Mirror of Alchemy: Speculum Alchemiae)(?)[28]
- 대저작(大著作 Opus Majus)(1266)[29]
- 소저작(小著作 Opus Minor)(1266)
- 제3저작(Opus Tertium)(1266)
- 실험과학의 본질(On the nature of Experimental Science: De scientia experimentali)(1266–67)
- 자연철학의 일반원리(Communia naturalium)(1268)
- 수학의 일반원리(Communia mathematica)(1268)
- 철학개론(Compendium philsophiae)(1272)

## 같이 보기
- 빌프리트 보이니치

## 참고 문헌
- Easton, Stewart C. Roger Bacon and his Search for a Universal Science, New York: Columbia Univ. Pr., 1952.
- Hackett, Jeremiah, ed. Roger Bacon and the Sciences: Commemorative Essays, Studien und Texte zur Geistesgeschichte des Mittelalters, 57, Leiden: Brill, 1997. ISBN 90-04-10015-6
- Roger Bacon The Art and Science of Logic (Mediaeval Sources in Translation), Toronto, PIMS 2009
- John Losee(존 로지), 과학철학의 역사(A Historical Introduction to the Philosophy of Science), 정병훈, 최동덕 옮김 (동연)
- Roger Bacon, The Opus Majus
- A. C. Crombie, Robert Grosseteste; W. A. Wallace, The Scientific Methodology of Theodoric of Feriberg (Fribourg: Fribourg University, 1959)
- A. C. Crombie, J D North, Biography in Dictionary of Scientific Biography (New York 1970-1990). http://www.encyclopedia.com/topic/Roger_Bacon.aspx
- Biography in Encyclopaedia Britannica. http://www.britannica.com/eb/article-9011664/Roger-Bacon
- J H Bridges, The life and work of Roger Bacon : an introduction to the Opus majus (London, 1914).
- R S Brumbaugh, The most mysterious manuscript : The Voynich 'Roger Bacon' cipher manuscript (Carbondale, 1978).
- B Clegg, Light years (2001).
- B Clegg, The first scientist : A life of Roger Bacon (London, 2003).
- T Crowley, Roger Bacon: The problem of the soul in his philosophical commentaries (Louvain-Dublin, 1950).
- S C Easton, Roger Bacon and his search for a universal science : a reconsideration of the life and work of Roger Bacon in the light of his own stated purposes (Oxford, 1952).
- J Hackett (ed.), Roger Bacon and the sciences : Commemorative essays (Leiden, 1997)
- D C Lindberg, Roger Bacon's Philosophy of Nature: A Critical Edition (1983).
- D C Lindberg, Roger Bacon and the origins of perspectiva in the middle ages (Oxford, 1996).
- A G Little (ed.), Roger Bacon essays : Essays contributed by various writers on the occasion of the commemoration of the seventh centenary if his birth (Oxford, 1914).
- H S Redgrove, Roger Bacon (1995).
- E Westacott, Roger Bacon in life and legend (1993).
- H L L Busard, Ein mittelalterlicher Euklid-Kommentar, der Roger Bacon zugeschrieben werden kann, Arch. Internat. Hist. Sci. 24 (95) (1974), 199-218.
- A De Libera, Roger Bacon et la logique, in J Hackett (ed.), Roger Bacon and the sciences : Commemorative essays (Leiden, 1997), 103-132.
- J Hackett, Roger Bacon: his life, career and works, in J Hackett (ed.), Roger Bacon and the sciences : Commemorative essays (Leiden, 1997), 9-23.
- J Hackett, Roger Bacon and the sciences: introduction, in J Hackett (ed.), Roger Bacon and the sciences : Commemorative essays (Leiden, 1997), 1-8.
- J Hackett, Roger Bacon on astronomy-astrology: the sources of the scientia experimentalis, in J Hackett (ed.), Roger Bacon and the sciences : Commemorative essays (Leiden, 1997), 175-198.
- J Hackett, Roger Bacon on the classification of the sciences, in J Hackett (ed.), Roger Bacon and the sciences : Commemorative essays (Leiden, 1997), 49-65.
- D C Lindberg, On the applicability of mathematics to nature : Roger Bacon and his predecessors, British J. Hist. Sci. 15 (49) (1982), 3-25.
- D C Lindberg, Science as handmaiden : Roger Bacon and the patristic tradition, Isis 78 (294) (1987), 518-536.
- D C Lindberg, Roger Bacon and the origins of perspectiva in the West, in Mathematics and its applications to science and natural philosophy in the Middle Ages (Cambridge-New York, 1987), 249-268.
- G Molland, Roger Bacon's 'Geometria speculativa', in Vestigia mathematica (Amsterdam, 1993), 265-303.
- G A Molland, Roger Bacon's appropriation of past mathematics, in Tradition, transmission, transformation, Norman, OK, 1992/1993 (Leiden, 1996), 347-365.
- G Molland, Roger Bacon's knowledge of mathematics, in J Hackett (ed.), Roger Bacon and the sciences : Commemorative essays (Leiden, 1997), 151-174.
- R Lemay, Roger Bacon's attitude toward the Latin translations and translators of the twelfth and thirteenth centuries, in J Hackett (ed.), Roger Bacon and the sciences : Commemorative essays (Leiden, 1997), 25-47.
- G Simon, Roger Bacon et Kepler lecteurs d'Alhazen, Arch. Internat. Hist. Sci. 51 (146) (2001), 38-54.
- J M M H Thijssen, Roger Bacon (1214-1292/1297) : a neglected source in the medieval continuum debate, Arch. Internat. Hist. Sci. 34 (112) (1984), 25-34.
- T S Maloney, A Roger Bacon bibliography (1985-1995) , in J Hackett (ed.), Roger Bacon and the sciences : Commemorative essays (Leiden, 1997), 395-403.
- N van Deusen, Roger Bacon on music, in J Hackett (ed.), Roger Bacon and the sciences : Commemorative essays (Leiden, 1997), 223-241.